# Седемте психопата
„Седемте психопата“ (на английски: Seven Psychopaths) е британско-американски трагикомичен криминален филм от 2012 г. на режисьора Мартин Макдона. Премиерата е на 7 септември 2012 г. на кинофестивала в Торонто.

## Сюжет
Марти е сценарист, който отчаяно се опитва да завърши дълго подготвяния си сценарий озаглавен ”Седем психопати”. Били, най-добрия приятел на Марти, е безработен актьор и крадец на кучета, който е готов да направи всичко за да помогне на приятелите си. Независимо от последиците.
Ханс е партньора на Били – религиозен човек с изпълнено с насилие минало. А Чарли е непредсказуемия мафиот чието куче е било току-що откраднато от Били и Ханс. Известен с жестокостите си, Чарли е готов да убие всеки който по някакъв начин е свързан с кражбата на любимото му куче. Създалата се ситуация дава на Марти точно това от което той има нужда за да завърши сценария си, но за да може да разкаже напълно тази история той ще трябва първо да остане жив.

## Актьорски състав
| Актьор          | Роля           |
| --------------- | -------------- |
| Колин Фарел     | Марти          |
| Сам Рокуел      | Били Бикъл     |
| Уди Харелсън    | Чарли Костело  |
| Кристофър Уокън | Ханс Кесловски |
| Том Уейтс       | Закарая Ригби  |
| Аби Корниш      | Кая            |
| Олга Куриленко  | Анджела        |
| Желко Иванек    | Пауло          |
| Габури Сидибе   | Шарис          |

## Награди и номинации
| Категория                              | Номиниран(и)                           | Резултат                               |
| Награди на БАФТА (10 февруари 2013 г.) | Награди на БАФТА (10 февруари 2013 г.) | Награди на БАФТА (10 февруари 2013 г.) |
| -------------------------------------- | -------------------------------------- | -------------------------------------- |
| Най-добър британски филм               | Най-добър британски филм               | номинация                              |
| Сатурн (26 юни 2013 г.)                |                                        |                                        |
| Най-добър хорър или трилър филм        | Най-добър хорър или трилър филм        | номинация                              |
| Най-добър сценарий                     | Мартин Макдона                         | номинация                              |